# Championnats de France d'escalade 2019
Navigation
Édition précédente Édition suivante
Les championnats de France d'escalade de 2019 se décomposent en trois weekends : un pour chaque discipline.
Les championnats de France d'escalade de bloc ont eu lieu les 2 et 3 mars à la Baconnière, en Mayenne. Les titres féminins et masculins sont remportés par Fanny Gibert et Jérémy Bonder.
Le championnat de France d'escalade de vitesse s'est déroulé le 30 mars à Massy, dans l'Essonne. Le titre masculin est remporté par Bassa Mawem et le titre féminin est remporté par Aurélia Sarisson.
Les championnats de France d'escalade de difficulté ont eu lieu les 8 et 9 juin au Pouzin, en Ardèche. Hélène Janicot et Manu Cornu y sont sacrés Champions de France.

## Palmarès
| Bloc   | Or            | Argent         | Bronze         |
| ------ | ------------- | -------------- | -------------- |
| Femmes | Fanny Gibert  | Naïlé Meignan  | Hélène Janicot |
| Hommes | Jérémy Bonder | Arthur Ternant | Manuel Cornu   |

| Vitesse (voie record) | Or               | Argent         | Bronze           |
| --------------------- | ---------------- | -------------- | ---------------- |
| Femmes                | Aurélia Sarisson | Anouck Jaubert | Victoire Andrier |
| Hommes                | Bassa Mawem      | Guillaume Moro | Pierre Rebreyend |

| Difficulté | Or             | Argent         | Bronze         |
| ---------- | -------------- | -------------- | -------------- |
| Femmes     | Hélène Janicot | Camille Pouget | Léna Grospiron |
| Hommes     | Manu Cornu     | Adrien Lemaire | Alistair Duval |

| Combiné | Or             | Argent       | Bronze     |
| ------- | -------------- | ------------ | ---------- |
| Femmes  | Anouck Jaubert | Fanny Gibert | Manon Hily |
| Hommes  | Mickaël Mawem  | Alban Levier | Sam Avezou |

## Déroulement

### Épreuves de bloc
La compétition de bloc est organisée dans l'enceinte du club Bacogrimp' à la Baconnière en Mayenne, le weekend des 2 et 3 mars. Les épreuves de qualification ont lieu le samedi, et les demi-finales et finales ont lieu le dimanche.
C'est le 4eme titre de Championne de France de Bloc pour Fanny Gibert et le premier pour Jérémy Bonder

### Épreuves de vitesse
Le Championnat de France d'escalade de vitesse est programmé à Massy, dans l'enceinte du gymnase de la Poterne, le samedi 30 mars sur la voie du record.
C'est à partir de cette édition que la voie Classique a été abandonnée afin de ne laisser que la voie Record. 
Bassa Mawem y remporte pour la cinquième fois le titre masculin, en battant son propre record, 5'55, soit seulement 7 centièmes de plus que le record du monde établi par l’iranien Reza Alipourshenazandifar en 2017. 
Pour la première fois, Aurélia Sarisson est titrée championne de France.

### Épreuves de difficulté
La compétition est organisée au club des Lézards Vagabonds du Pouzin, en Ardèche.
Les épreuves de qualifications ont eu lieu le samedi 8 juin. Les demi-finales et finales ont eu lieu le lendemain, le dimanche 9 juin. 
La compétition couronne Hélène Janicot pour la deuxième fois et Manu Cornu pour la première fois en difficulté.

### Classement combiné
Le classement combiné cumule les places obtenues lors des trois championnats de France pour les compétiteurs ayant pris part aux trois événements.